# Liste der Monuments historiques in Adelans-et-le-Val-de-Bithaine
Die Liste der Monuments historiques in Adelans-et-le-Val-de-Bithaine führt die Monuments historiques in der französischen Gemeinde Adelans-et-le-Val-de-Bithaine auf.

## Liste der Immobilien
| Bezeichnung      | Beschreibung | Standort                  | Kennzeichnung | Schutzstatus | Datum | Bild           |
| ---------------- | --- | ------------------------- | ------------- | ------------ | ----- | -------------- |
| Abtei Notre-Dame | Zisterzienserkloster, 1133 gegründet, nach der Französischen Revolution aufgelöst und als Nationalgut verkauft; erhaltene Gebäude (Kreuzgang, Taubenturm und Brunnen) aus dem 18. Jahrhundert | Bithaine-et-le-Val (Lage) | PA00135342    | Inscrit      | 1995  | weitere Bilder |

## Liste der Objekte
| Bezeichnung               | Beschreibung                          | Standort                                                 | Kennzeichnung | Schutzstatus | Datum | Bild |
| ------------------------- | ------------------------------------- | -------------------------------------------------------- | ------------- | ------------ | ----- | ---- |
| Gemälde Mariä Himmelfahrt | Ölfarbe auf Leinwand, 18. Jahrhundert | Adelans, in der Kirche Notre-Dame-de-l’Assomption (Lage) | PM70001978    | Inscrit      | 1974  |      |